# Teatro Verdi (Pordenone)
Pour les articles homonymes, voir Teatro Verdi.
Le Teatro Giuseppe Verdi, dit également Nuovo Teatro Verdi, est le nom d'un théâtre communal situé dans le centre-ville de Pordenone, en Frioul-Vénétie Julienne.
Le nouveau théâtre est construit sur l'emplacement de l'ancien teatro Verdi : conçu (gros œuvre) par le cabinet d'ingénierie « Brunetta Bandini Centa », et après 970 jours de travaux, il est inauguré le 28 mai 2005. De forme futuriste, l'édifice est valorisé par des façades - qui alternent des lignes concaves et convexes – recouvertes principalement, de marbre de Carrare, de verre et de zinc lamellaire (Zintek).
Le bâtiment est doté d'une grande salle (Sala Grande) de 938 places avec une acoustique adaptée aux grandes formations lyriques et musicales ainsi qu'aux ballets et projections de films; d'une petite salle (Salla Ridotto) de 145 places utilisée principalement pour des conférences et petits concerts; un studio d'enregistrement (Sala Prove).
La commune de Pordenone, propriétaire du bâtiment, crée en 2005 une association nommée Associazione Teatro Pordenonà laquelle la municipalité confie la gestion du théâtre : la région Friuli Venezia Giulia et la province de Pordenone en sont également des membres fondateurs.